# Tusk (album)
Tusk is een album dat in 1979 is uitgebracht door de band Fleetwood Mac. Tusk wordt gezien als een meer experimenteel album dan de voorganger Rumours. Lindsey Buckingham is hier grotendeels verantwoordelijk voor. De liedjes hebben invloeden uit de punk rock en new wave.
Bassist John McVie heeft gezegd dat hij het album vindt klinken als "het werk van drie soloartiesten". Daarentegen is het Mick Fleetwoods favoriete album.
Het album kostte één miljoen dollar om het op te nemen en was op dat moment het duurste rockalbum ooit en werd destijds vrijwel digitaal (ADD)opgenomen. 

## Bezetting
- Mick Fleetwood: drums
- John McVie: basgitaar
- Lindsey Buckingham: zang, gitaar
- Christine McVie: zang, keyboard
- Stevie Nicks: zang

### Gastmuzikanten
- Peter Green – gitaar (op "Brown Eyes")

## Nummers op het album
| Nr. | Titel           | Schrijver(s)       | Duur |
| --- | --------------- | ------------------ | ---- |
| 1.  | Over & Over     | Christine McVie    | 4:35 |
| 2.  | The Ledge       | Lindsey Buckingham | 2:08 |
| 3.  | Think About Me  | C. McVie           | 2:44 |
| 4.  | Save Me a Place | Buckingham         | 2:40 |
| 5.  | Sara            | Stevie Nicks       | 6:22 |

| Nr. | Titel                               | Schrijver(s) | Duur |
| --- | ----------------------------------- | ------------ | ---- |
| 1.  | What Makes You Think You're the One | Buckingham   | 3:32 |
| 2.  | Storms                              | Nicks        | 5:31 |
| 3.  | That's All for Everyone             | Buckingham   | 3:04 |
| 4.  | Not That Funny                      | Buckingham   | 3:13 |
| 5.  | Sisters of the Moon                 | Nicks        | 4:42 |

| Nr. | Titel                | Schrijver(s) | Duur |
| --- | -------------------- | ------------ | ---- |
| 1.  | Angel                | Nicks        | 4:54 |
| 2.  | That's Enough for Me | Buckingham   | 1:50 |
| 3.  | Brown Eyes           | C. McVie     | 4:27 |
| 4.  | Never Make Me Cry    | C. McVie     | 2:12 |
| 5.  | I Know I'm Not Wrong | Buckingham   | 3:02 |

| Nr. | Titel            | Schrijver(s) | Duur |
| --- | ---------------- | ------------ | ---- |
| 1.  | Honey Hi         | C. McVie     | 2:43 |
| 2.  | Beautiful Child  | Nicks        | 5:23 |
| 3.  | Walk a Thin Line | Buckingham   | 3:48 |
| 4.  | Tusk             | Buckingham   | 3:30 |
| 5.  | Never Forget     | C. McVie     | 3:44 |